# マーティ・フレデリクセン
マーティ・フレデリクセン（Marti Frederiksen、1962年7月1日 - ）は、アメリカ合衆国のミュージシャン、作曲家、音楽プロデューサー。フルネームは、マーティン・ハロルド・フレデリクセン(Martin Harold Frederiksen)。ハードロックやポップミュージック、カントリーなどを中心に活動し、エアロスミスなど様々なバンドやアーティスト、ミュージシャンに楽曲を提供している。

## 来歴
1962年、カリフォルニア州・ロサンゼルスにて生まれ育つ。高校を卒業して間もなく、A Drop in the Grayというバンドでドラマーを務めた。ゲフィン・レコードより一枚だけアルバムをリリースしたが、レーベルから契約を一方的に解除された影響で解散を余儀なくされた。以降は、別の音楽プロジェクトで、楽曲制作・プロデュース活動に専念する。

## 参照
1. ↑  Marti Frederiksen Interview - SongwriterUniverse